# تامی روی (بازیکن فوتبال، زاده ۱۹۱۳)
تامی روی (انگلیسی: Tommy Rowe; ۱۳ اوت ۱۹۱۳ – ۹ مهٔ ۲۰۰۶) بازیکن فوتبال اهل بریتانیا بود.
وی همچنین برندهٔ جوایزی همچون مدال صلیب پرواز ممتاز (بریتانیا) شده‌است.
از باشگاه‌هایی که در آن بازی کرده‌است می‌توان به باشگاه فوتبال پورتسموث اشاره کرد.